# 民族学
民族學（英語：Ethnology，意指“族群”）是人類學的分支。本學科比較與分析人類的族群、種族與（或）國家群體之間的起源、分布、技術、宗教、語言與社會結構。

## 科學上的學科
相較於民族誌——透過直接接觸單一群體的文化，對其進行研究，民族學採用民族誌研究者曾撰述的內容，並比較與對比不同的文化。民族學此名稱由亞當·寇拉（Adam Franz Kollár）所創，1783年他於維也納出版《匈牙利帝國歷史與憲法的舒適設施》（Amenities of the History and Constitutional Law of the Kingdom of Hungary，Historiae ivrisqve pvblici Regni Vngariae amoenitates）一書中，使用與界定這個術語。寇拉對於語言學與文化多樣性的興趣是由幾個源頭所觸發的，包括他的家鄉多語言的匈牙利王國，他在該帝國的斯洛伐克人地區的淵源，而且藉由在鄂圖曼土耳其帝國在更遙遠的巴爾幹半島逐漸撤退之後所萌生的一些轉變。

## 發展
民族學的目標，包括人類歷史的重建、文化不變成分的陳述（例如所謂的亂倫禁忌與文化變遷），以及關於「人類本質」的歸納論述（自從19世紀以來，這受到許多哲學家的批評，例如黑格爾、馬克斯、結構主義等）。世界民族學某些部份，是沿著一些獨立的調查與教育學說的路徑而發展的，隨著文化人類學逐漸成為優勢學科（特別是在美國），以及社會人類學在英國的發展。在民族學、文化人類學與社會人類學這三個術語之間的區別變得越來越模糊。自從18世紀晚期，民族學已被認定為一門學術領域，特別是在歐洲，而且有時被認定為任何對於人類群體的比較研究。
15世紀，歐洲人「發現新大陸」，對於異族的新興趣方面，扮演一個重要角色，他者往往被當成野蠻人，他們有的被視為殘忍的野蠻人，有的被視為「高貴的野蠻人」。因此，文明以一種二元論方式對立於野蠻，這種古典對立構成了更普遍由人們所共有的我族中心主義(ethnocentrism)。民族學的進展，例如李維史陀的結構人類學，引發對於某些直線發展概念的批評，或批評「有歷史的社會」與「沒有歷史的社會」間的虛假對立，這種對立過度依賴於一套將歷史視為由累積性的成長所構成的，這是一種有侷限的歷史觀。
李維史陀經常將蒙田探討食人風俗的文章，視為一篇民族學早期例子。李維史陀透過一套結構主義方法，目標在於探索人類社會中普遍的不變成分，他相信其中最主要的是亂倫禁忌。然而，這種文化普遍性的主張，已由十九與二十世紀的許多社會思想家所批評，包括卡爾·馬克思、弗里德里希·尼采、米歇爾·傅柯、路易·皮埃爾·阿爾都塞與吉爾·德勒茲等人。

## 引用文獻
1. ↑  Newman, Garfield, et al (2001). Echoes from the past: world history to the 16th century. Toronto: McGraw-Hill Ryerson Ltd. ISBN 0-07-088739-X.
2. ↑  Zmago Šmitek and Božidar Jezernik, "The anthropological tradition in Slovenia." In: Han F. Vermeulen and Arturo Alvarez Roldán, eds. Fieldwork and Footnotes: Studies in the History of European Anthropology. 1995.
3. ↑  Gheorghiţă Geană, "Discovering the whole of humankind: the genesis of anthropology through the Hegelian looking-glass." In: Han F. Vermeulen and Arturo Alvarez Roldán, eds. Fieldwork and Footnotes: Studies in the History of European Anthropology. 1995.